# Slovensko mladinsko gledališče
Slovensko mladinsko gledališče (SMG), ustanovljeno v Ljubljani leta 1955 kot prvo poklicno gledališče za otroke in mladino v Sloveniji. Od konca petdesetih let deluje v Plečnikovi stavbi Akademskega kolegija. Do osemdesetih letih dvajsetega stoletja se je razvilo v središče gledaliških raziskav in angažiranega gledališča. Danes je prepoznavno po širokem spektru inovativnih poetik različnih mlajših režiserjev in po fenomenu ansambelske energije, brookovskega pristopa do igre, kjer ne gre za sistem zvezdništva, ampak za igralski laboratorij, v katerem se posamezne bravurozne vloge povezujejo v močno celoto igralskega ansambla.

## Programska izhodišča
SMG že v programskem izhodišču, ki ga je oblikovala njegova ustanoviteljica Balbina Batellino Baranovič, nikoli ni bilo povsem zavezano mlajšemu občinstvu. Vseeno se je v drugi polovici sedemdesetih let, v času umetniškega vodenja Dominika Smoleta in z uprizoritvijo »pisljivega teksta« Dušana Jovanovića  Žrtve mode bum-bum zgodil izrazit programski obrat, v katerem so glavnino repertoarja začele zapolnjevati predstave, namenjene starejšim obiskovalcem. Prestrukturiralo se je v gledališče, ki je začelo interdisciplinarno povezovati mejne gledališke raziskave s tematizacijo politične subverzivnosti. 
SMG si tako še danes v svojih predstavah prizadeva tematizirati univerzalne paradokse civilizacije, njegov program temelji na problematizacijah novih časov in prostorov. Vztrajno razvija kod nove gledališke prakse, novih vizualnih paradigem, novih pogledov na klasiko, moderno in postmoderno. Igralec, režiser, koreograf, scenograf, glasbenik … v tem gledališču raziskujejo in razvijajo, tvegajo in kreirajo, da bi skozi svoje geste razvijali novega gledalca.

## Zgodovina gledališča od nastanka do danes
Zgodba Slovenskega mladinskega gledališča se po mnenju Andreja Jakliča “bere kot zelo dinamičen žanrski roman z vsebinskimi elementi, ki ga hkrati tudi že presegajo in nadgrajujejo.” Kar se v drugi polovici petdesetih kot mladinsko gledališče začne pod vodstvom Baranovičeve, nadaljuje pod vodstvi Toneta Pavčka in Dušana Mlakarja, v času direktorovanja  Dominika Smoleta postane veliko bolj pronicljivo in angažirano od formalnega kratkočasenja mladine. Vizionarstvo ustanoviteljice Balbine Baranović, ki se napaja v aktualnih gledaliških tokovih in razumevanju gledališča kot prostora raziskovanja zgolj »mladinske« oblike, zdrži do sredine sedemdesetih. Obrat prinesejo nove vsebine, ki začnejo loviti aktualno družbeno dogajanje in nagovarjajo odraslo občinstvo. Osemdeseta leta, ko gledališče ob direktorju  Petru Joviću umetniško vodi Dušan Jovanović,  za njim pa Ivo Svetina, so čas odkrite opozicije tedanjega političnega dogajanja, pomenijo pa tudi estetski preboj SMG v prostoru nekdanje Jugoslavije in na evropski gledališki sceni. Konec osemdesetih prinese mrk velikih zgodb, vzporedno z njimi razpada nekdanja domovina in z njo tudi potreba po eksplicitno političnem. 
SMG se v devetdesetih letih, najprej pod umetniškim vodstvom  Eduarda Milerja, potem Tomaža Toporišiča, odzove z novim obratom – politiko nadomestita intima in spektakel, vstopijo predstavniki nove generacije, ki bolj kot na besedo stavi na podobo, prej kot na homogenost na sobivanje različnosti, raje kot na domovino na ves svet. Domovina začne dvomiti, estetska radikalnost pa ostane zagotovljena in nagrajevana bolj kot v skeptični domovini v komunikativni tujini. Devetdeseta opravijo s postmoderno in se navezujejo na postdramsko gledališkost, interesno polje se »izgublja« v meandrih lastnih poetik in še bolj dezorientira občinstvo, vajeno jasnosti in eksplicitnosti. Zadnji »obrat« v tem tisočletju začne vnašati najmlajša režijska generacija, ki dramsko besedilo vrača v središče zanimanja, vendar povsem drugače kot njeni predhodniki. Zgodba se (najprej pod umetniškim vodstvom Matjaža Bergerja, potem nove direktorice gledališča Uršule Cetinski) torej nadaljuje. Po mnenju Andreja Jakliča “ima praktično edino mogočo smer, nenehno preverjanje vprašanja s plakata za predstavitev gledališča na festivalu Gledališče narodov v francopskem Nancyju leta 1984 »Ali je prihodnost že prišla?« 

## SMG in reformatorji slovenskega gledališča
Zgodba SMG je tako tudi zemljevid sodobnih gledaliških praks reformatorjev slovenskega gledališča druge polovice XX. stoletja, med katerimi naj omenimo nekatera režiserska imena: Žarko Petan, Mile Korun, Dušan Jovanović, Ljubiša Ristić,  Meta Hočevar,  Paolo Magelli, Janez Pipan,  Vito Taufer,  Tomaž Pandur,  Eduard Miler, Matjaž Pograjc, Martin Kušej, Dragan Živadinov, Emil Hrvatin,  Tomi Janežič, Matjaž Berger, Diego de Brea, Jernej Lorenci, Ivica Buljan. Ob njih pa igralke in igralce, dramatike, dramaturginje in dramaturge, oblikovalce prostora, luči in zvoka, kostumografke in kostumografe ter številne druge umetniške sodelavce gledališča.